# Route 425 (Nouveau-Brunswick)
Pour les articles homonymes, voir Route 425.
La route 425 est une route locale du Nouveau-Brunswick située dans le centre-nord de la province, au sud-ouest de Miramichi. En bref, elle suit la rive nord de la rivière Miramichi nord-ouest sur toute sa longueur, qui est de 20 kilomètres. De plus, elle est pavée sur toute sa longueur.

## Tracé
La 425 débute à Red Bank, sur le côté sud de la rivière, sur la route 420. Elle commence par traverser la rivière, puis elle suit celle-ci pour 18 kilomètres, traversant quelques petites communautés, soit Whitney et Strathadam. Elle est ensuite nommée rue Agnes pour ses 3 derniers kilomètres, alors qu'elle se termine à Northwest Bridge sur la route 8, principale route reliant Miramichi à Fredericton. 

## Intersections principales
| Route 425         |                  |    |                                                            |                           |
| Comté             | Location         | km | Intersection/Destinations                                  | Notes                     |
| Northumberland    | Red Bank         | 0  | R-420, Matthews, Derby Junction, Saint-Quentin (via R-108) | extrémité ouest de la 425 |
| Northumberland    | Red Bank         | 1  | Traverse de la rivière Miramichi Nord-Ouest                |                           |
| Northumberland    | Whitney          | 10 | R-435 nord, Maple Glen                                     |                           |
| Northumberland    | Northwest Bridge | 20 | R-8, Miramichi, Fredericton                                | extrémité est de la 425   |
| Bleu: Cours d'eau |                  |    |                                                            |                           |